# Gezinscrisis of Ieder loopt op zijn manier de deur uit
Gezinscrisis of Ieder loopt op zijn manier het huis uit is een hoorspel van André Kuyten. Het maakt deel uit van een thematische reeks van zes in opdracht van de NCRV geschreven spelen over de relatie tussen ouders en kinderen. De NCRV zond het uit op maandag 14 maart 1977, van 22:18 uur tot 23:00 uur. De regisseur was Johan Wolder.

## Rolbezetting
- Jan Borkus
- Ingewits Hemmes
- André Kuyten
- Joke Reitsma-Hagelen
- Willem Scheijgrond
- Ton Verheul
- Jennifer Willems
- Johan Wolder

## Inhoud
Een vader, een moeder en een zestienjarig meisje zitten aan tafel. Er wordt gesproken, maar iedereen zegt iets zonder dat de ander het hoort. Dan komt plotseling uit dat het meisje, de dochter waar ze trots op wilden zijn, al een week gespijbeld heeft. De vader is buiten zichzelf van woede, vooral als hij hoort dat ze met een vriendje naar Amsterdam is geweest. Het loopt erop uit dat hij haar een klap in haar gezicht geeft. Dan loopt ze weg. Waarheen? Net als zoveel mensen naar het park. Ze wordt gevonden door de politie en naar een crisiscentrum gebracht. Daar maken we mee wat zo’n centrum doet om mensen uit de moeilijkheden te halen.
Het bijzondere van dit hoorspel is dat het niet is geschreven. Wel heeft de auteur een soort basisgegeven aangedragen, maar het is, onder leiding van de regisseur, al improviserend ontstaan. Daardoor maakt het een geweldig echte indruk.